# Nová Skalka

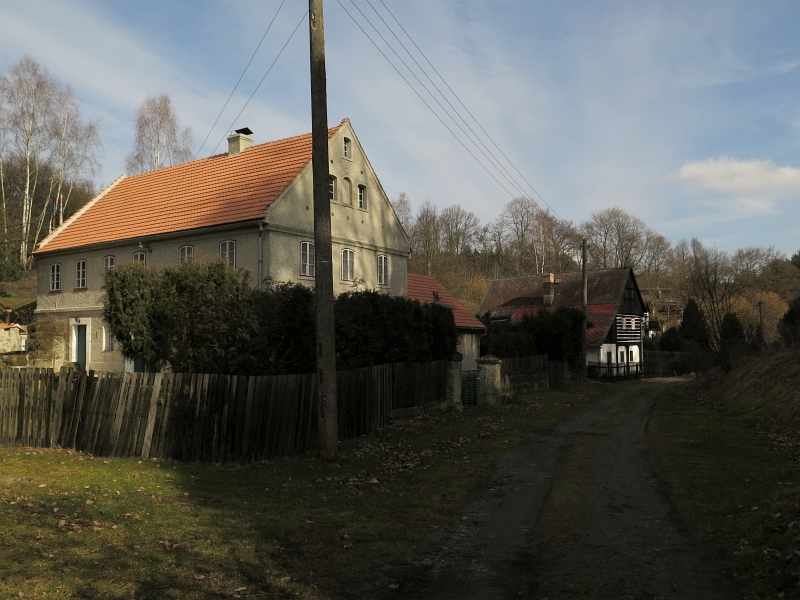
Ortsmotiv aus Nová Skalka

Nová Skalka (deutsch Neu Kalken) ist neben Stará Skalka eine der beiden Grundsiedlungseinheiten der Gemeinde Skalka u Doks (deutsch Kalken) im Okres Česká Lípa in der Region Liberec im Norden der Tschechischen Republik.

## Geografische Lage
Stará Skalka liegt im Böhmischen Mittelgebirge im Norden des Kokořínsko-Naturparkes (Daubaer Schweiz). Der Ort befindet sich etwa 14 km südsüdöstlich von Česká Lípa, 39 km südwestlich von Liberec und 56 km nordnordöstlich von Prag.

## Geschichte
Ab 1938/39 lag Neu Kalken als Ortsteil von Kalken im Reichsgau Sudetenland, Landkreis Böhmisch Leipa, Regierungsbezirk Aussig. Hier lebten im Jahre 1940 325 Einwohner. Nach Ende des Zweiten Weltkrieges 1945 mussten die meisten deutschsprachigen Bewohner des Ortes diesen zwangsweise räumen und die Tschechoslowakei verlassen.

## Sehenswürdigkeiten
Im Ort haben sich eine Reihe vom Umgebindehäusern der Volksarchitektur erhalten, die heute unter Denkmalschutz stehen.
Der Mácha-See als Naherholungsgebiet liegt nicht weit vom Ort entfernt.